# Toranomon
La stazione di Toranomon (虎ノ門駅?, Toranomon-eki) è una stazione della linea Ginza della metropolitana di Tokyo.
La stazione si trova tra Toranomon a Minato e Kasumigaseki a Chiyoda.

## Struttura
La stazione è dotata di due piattaforme laterali con due binari.
| 1 | Linea Ginza | per Akasaka-mitsuke e Shibuya |
| 2 | Linea Ginza | per Ginza, Ueno e Asakusa     |

## Stazioni adiacenti
| «             | Servizio    | »           |
| Linea Ginza   | Linea Ginza | Linea Ginza |
| ------------- | ----------- | ----------- |
| Tameike-Sannō | -           | Shimbashi   |